# Чиркин, Иван Родионович
Чиркин, Иван Родионович (15 сентября 1710 — 27 марта 1778) — русский купец, домовладелец и судовладелец, собственник полотнянно-бумажной фабрики, пивоваренного и солодового заводов на 5-й линии Васильевского острова в Санкт-Петербурге, откупщик государственного винного откупа при Елизавете Петровне и Екатерине II.

## Биография

### Происхождение
Иван Родионович Чиркин является представителем одной из древнейших купеческих династий Российской Империи, чей расцвет и упадок произошли в течение XVIII столетия и неразрывно связаны с петровским преобразованием России.
Его отцом был родоначальник купеческого рода Чиркиных Родион Семёнович Чиркин (1680—1754), уроженец подмосковного Серпухова. В 1713 году Родион Семёнович прибыл в Санкт-Петербург, где вскоре разбогател на торговле крепкими напитками и стал основателем первого в Петербурге пивоваренного производства. Спустя несколько лет, при императрице Елизавете Петровне Родион Семёнович становится откупщиком (директором питейных сборов) государственного винного откупа, к концу 1730-х годов ему принадлежали обширные земельные наделы на территории Васильевского острова от 1-й до 6-й линий и от Малого проспекта к Малой Неве и Чёрной речке с жилыми каменными зданиями, кирпичным пивоваренным заводом, солодовенным заводом, помещениями для строительных материалов и топлива, различными хозяйственными постройками.

### Коммерческая и общественная деятельность
Вместе с отцом Иван Родионович Чиркин занимался пивоварением и торговлей крепкими напитками. Иван Чиркин был домовладельцем и судовладельцем, владельцем бумажно-полотняной фабрики, пивоваренного и солодового заводов вдоль 5-й линии Васильевского острова в Санкт-Петербурге. Он также владел огромными участками земли и кабаками на Васильевском острове. Семейству Чиркиных в середине XVIII века принадлежала также Русская перевозная компания.
В конце 1730-х годов Родион Степанович и Иван Родионович Чиркины субсидировали строительство деревянной Благовещенской церкви на Васильевском острове. Она была выстроена в 1740-42 годах по проекту Джузеппе Трезини. В конце 1740-х годов Чиркины выделили деньги на строительство на этом же участке кирпичной «в два апартамента» церкви Благовещения Пресвятой Богородицы. Она была заложена 24 мая 1750 года и закончена в 1756 году.
В 1741—1742 годах Иван Чиркин построил «со товарищи» Гостиный двор на Большой Гостиной улице (ныне дом № 42 по Большой Морской улице, сохраняются помещения купцов Чиркиных архитектора Карло Джузеппе Трезини). Здание было возведено на месте сгоревшего ещё в 1736 году Мытного двора.
28 июня 1762 года (во время дворцового переворота) Иван Чиркин потерпел ощутимые убытки «по случаю распития у него безденежно питей и разграбления посуды и денег, по кабакам, солдатами и людьми разного звания». Однако он продолжил деятельность откупщика.
Скончался в 1778 году, похоронен на некрополе Александро-Невской лавры.

## Награды
В 1755 году за увеличение доходов казны от «питейных и иных сборов» Иван Родионович Чиркин был пожалован Елизаветой Петровной золотым ковшом.